# Nieuw Lotbroek
Nieuw Lotbroek is een wijk in het zuiden van het Heerlense stadsdeel Hoensbroek.
De wijk heeft 4.270 inwoners (in 2023) en wordt omsloten door de Caumerbeek, de voormalige steenberg en wandelpark Koumenberg, de bedrijventerreinen Wijngaardsweg en De Koumen en de spoorlijn Sittard - Herzogenrath. Aan deze spoorlijn ligt in Nieuw Lotbroek station Hoensbroek. De wijk kan worden opgedeeld in een noordelijk en in een zuidelijk gedeelte, met de Overbroekerstraat als scheiding. Vroeger hadden beide buurten ook een eigen centrum met een eigen kerk.
Nieuw Lotbroek ontstond rond 1916 bij het station als arbeiderswijk voor de mijnwerkers van de Staatsmijn Emma. De wijk, oorspronkelijk gelegen te midden van akkers en weilanden, werd in de beginjaren de 'Stationskolonie' genoemd. Vooral gedurende de eerste dertig jaar na de Tweede Wereldoorlog werd er veel bijgebouwd, veelal in de vorm van rechte rijen rijtjeswoningen aan kaarsrechte straten. Tot vanaf 1960 de noordelijke buurt van Nieuw Lotbroek werd gerealiseerd lag de wijk nog twee kilometer buiten Hoensbroek en werd het op plaatsnaamborden aangeduid als het gehucht 'Hoensbroek-Station'.
De meeste vooroorlogse arbeiderswoningen zijn in de jaren 1970 afgebroken, zo ook de kerk O.L. Vrouw boodschap uit 1923/1924 ontworpen door Nic. Ramakers. De straatnaam Kerkplein herinnert nog aan de locatie. De in 1964 gebouwde Christus Koningkerk in het noorden van de wijk is nu het enige bewaard gebleven kerkgebouw in Nieuw-Lotbroek. Deze kerk is echter sinds 2010 ook gesloten.
De wijk is voorzien van een supermarkt met postagent en een basisschool (samenvoeging van de Bs. Dr. A. Schweitzer en Bs. Nieuw Lotbroek) in het gebouw van de voormalige basisschool Nieuw Lotbroek. In de wijk liggen de voetbalvelden van FC Hoensbroek. Verder zijn er diverse verenigingen actief.

## Kerncijfers bevolking
De onderstaande cijfers omvatten de situatie op 1 januari 2007.
| Omschrijving              | Aantal |
| ------------------------- | ------ |
| Aantal inwoners           | 4691   |
| Inwoners 0 t/m 14 jaar    | 14,6%  |
| Inwoners 15 t/m 64 jaar   | 69,3%  |
| Inwoners 65 jaar en ouder | 16,1%  |
| Autochtonen               | 76,2%  |
| Westerse allochtonen      | 18,8%  |
| Niet-westerse allochtonen | 5%     |